# 1994-es MTV Movie Awards
A 1994-es MTV Movie Awards díjátadó ünnepségét 1994. június 4-én tartották a kaliforniai Sony Pictures Studios-ban, a házigazda Will Smith volt. A műsort az MTV csatorna közvetítette.

## Díjazottak és jelöltek
A nyertesek a táblázat első sorában, félkövérrel vannak jelölve.
| Legjobb film | Leghumorosabb alakítás |
| --- | --- |
| - Veszélyes elemek - A szökevény - Jurassic Park - Philadelphia – Az érinthetetlen - Schindler listája | - Robin Williams – Mrs. Doubtfire – Apa csak egy van - Jim Carrey – Ace Ventura: Állati nyomozó - Johnny Depp – Benny és Joon - Whoopi Goldberg – Apáca show 2. – Újra virul a fityula - Pauly Shore – Kaszakő                                                              |
| Legjobb színész | Legjobb színésznő |
| - Tom Hanks – Philadelphia – Az érinthetetlen - Tom Cruise – A cég - Harrison Ford – A szökevény - Val Kilmer – Tombstone – A halott város - Robin Williams – Mrs. Doubtfire – Apa csak egy van                                                                                          | - Janet Jackson – Hazug igazság - Angela Bassett – Tina - Demi Moore – Tisztességtelen ajánlat - Julia Roberts – A pelikán ügyirat - Meg Ryan – A szerelem hullámhosszán |
| Legvonzóbb színész | Legvonzóbb színésznő |
| - William Baldwin – Silver - Tom Cruise – A cég - Val Kilmer – Tombstone – A halott város - Jean-Claude Van Damme – Tökéletes célpont - Denzel Washington – A pelikán ügyirat | - Janet Jackson – Hazug igazság - Kim Basinger – Szökésben - Demi Moore – Tisztességtelen ajánlat - Alicia Silverstone – Szerencsétlen baleset - Sharon Stone – Silver |
| Legjobb akciójelenet | Legjobb gonosz |
| - A szökevény - Cliffhanger – Függő játszma - Tökéletes célpont - Jurassic Park - Rómeó vérzik | - Alicia Silverstone – Szerencsétlen baleset - Macaulay Culkin – A jófiú - John Malkovich – Célkeresztben - Wesley Snipes – A pusztitó - T. Rex – Jurassic Park |
| Legjobb csók | Áttörő előadás |
| - Demi Moore és Woody Harrelson – Tisztességtelen ajánlat - Patricia Arquette és Christian Slater – Tiszta románc - Kim Basinger és Dana Carvey – Wayne világa 2. - Jason James Richter és Willy – Szabadítsátok ki Willyt! - Winona Ryder és Ethan Hawke – Nyakunkon az élet            | - Alicia Silverstone – Szerencsétlen baleset - Ralph Fiennes – Schindler listája - Jason Scott Lee – A Sárkány – Bruce Lee élete - Ross Malinger – A szerelem hullámhosszán - Jason James Richter – Szabadítsátok ki Willyt!                                                |
| Legjobb zenés pillanat | Legjobb duó |
| - "Will You Be There" – Szabadítsátok ki Willyt! - "All for Love" – A három testőr - "Can't Help Falling in Love" – Silver - "I'm Gonna Be (500 Miles)" – Benny és Joon - "Streets of Philadelphia" – Philadelphia – Az érinthetetlen - "When I Fall in Love" – A szerelem hullámhosszán | - Harrison Ford és Tommy Lee Jones – A szökevény - Mary Stuart Mastersön és Johnny Depp – Benny és Joon - Tom Hanks és Denzel Washington – Philadelphia – Az érinthetetlen - Meg Ryan és Tom Hanks – A szerelem hullámhosszán - Dana Carvey és Mike Myers – Wayne világa 2. |
| Legjobb új filmkészítő | Életműdíj |
| - Steve Zaillian - A bajnok | - Richard Roundtree - Shaft |